# Französische Rugby-Union-Meisterschaft 1901/02
Die Saison 1901/02 war die elfte Austragung der französischen Rugby-Union-Meisterschaft (französisch Championnat de France de rugby à XV), der heutigen Top 14.
Nach einer Vorrunde spielten die besten Mannschaften in K.-o.-Runden gegeneinander. Im Endspiel, das am 23. März 1902 im Parc des Princes in Paris stattfand, trafen die beiden Halbfinalsieger aufeinander und spielten um den Bouclier de Brennus. Dabei setzte sich der Racing Club de France gegen Stade Bordelais durch und errang zum vierten Mal den Meistertitel.

## Vorrunde
Die Detailergebnisse sind nicht bekannt.

## Viertelfinale

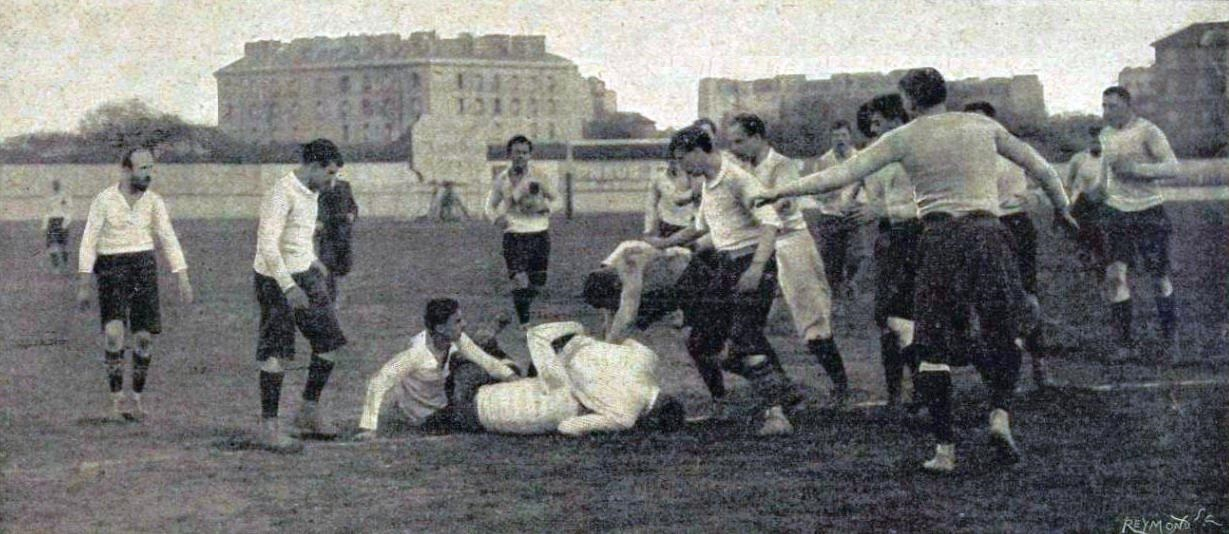
Spielszene im Finale

| Datum        | Begegnung                         | Ergebnis |
| ------------ | --------------------------------- | -------- |
| 2. Mär. 1902 | FC Lyon – FC Grenoble             | 24:3     |
| 2. Mär. 1902 | Stade Bordelais – SOE Toulouse    | 31:0     |
| 9. März 1902 | Le Havre AC – Vélo Sport Chartres | 05:0     |

## Halbfinale
| Datum         | Begegnung                           | Ergebnis |
| ------------- | ----------------------------------- | -------- |
| 9. März 1902  | Stade Bordelais – FC Lyon           | 06:0     |
| 16. März 1902 | Racing Club de France – Le Havre AC | 12:0     |

## Finale
| 23. März 1902 | Racing Club de France             | 6 : 0         | Stade Bordelais | Parc des Princes, Paris Zuschauer: 1.000 Schiedsrichter: Basil Wood |
| 23. März 1902 | Versuche: Klingelhoeffer Lefebvre | (6:0) Bericht |                 | Parc des Princes, Paris Zuschauer: 1.000 Schiedsrichter: Basil Wood |

Aufstellungen
Racing Club de France: Vladimir Aïtoff, Besançon, Léon Binoche, Jean Collas, Darby, R. Ertzbischoff, Jacques Gommes, Charles Gondouin, Goudard, Adolphe Klingelhoeffer, Hubert Lefèbvre, Jacques Müntz, M. Pellet, Cyril Rutherford, Émile Sarrade
Stade Bordelais: Albert Branlat, Campbell Cartwright, Carlos Deltour, Jean Destribois, Jacques Duffourcq, Camille Gaillot, Marc Giacardy, Jean Guiraut, Pascal Laporte, Mathéo, Pierre Moyzès, Jean Rachou, Louis Soulé, Pierre Terrigi, Hélier Thil